# Sanchinarro

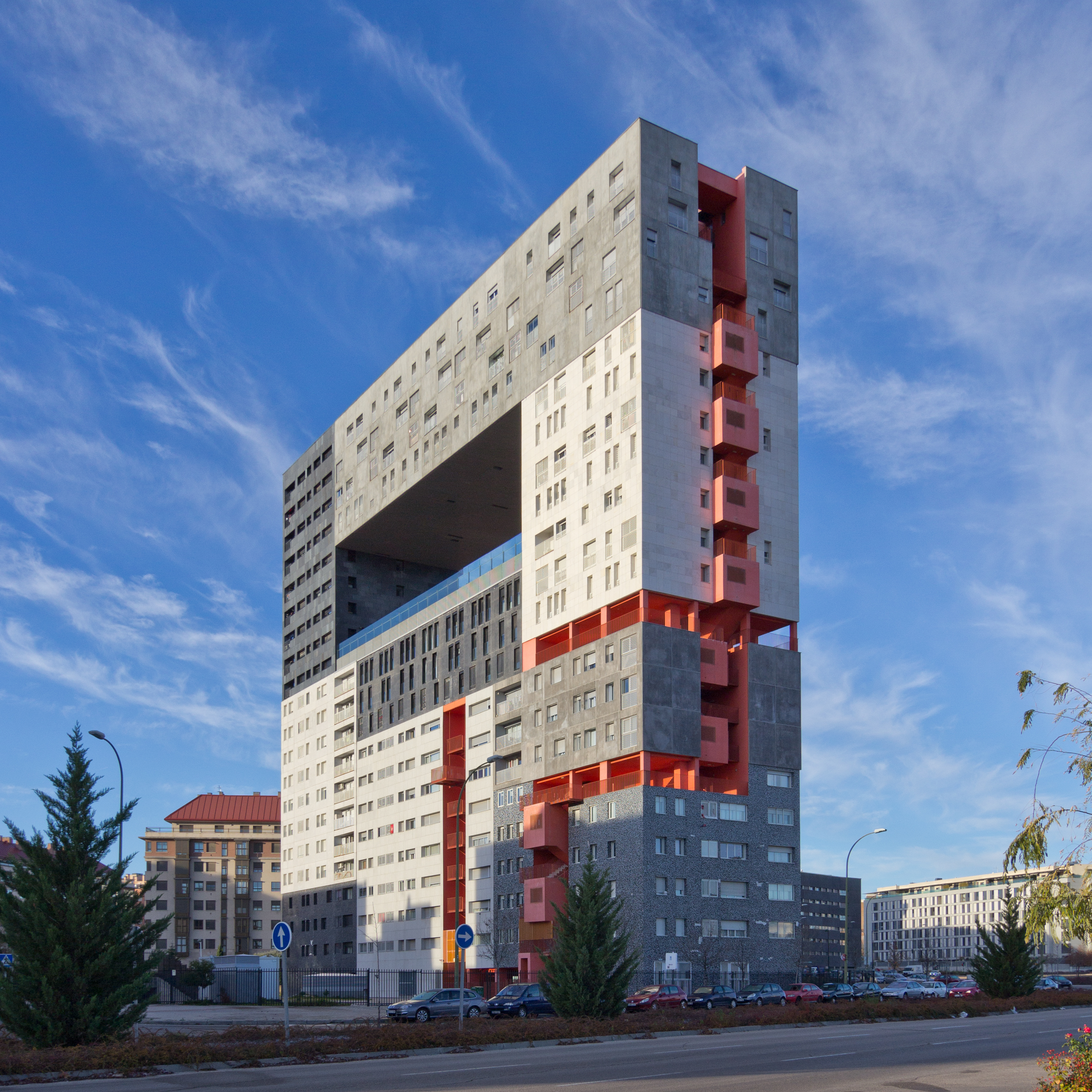

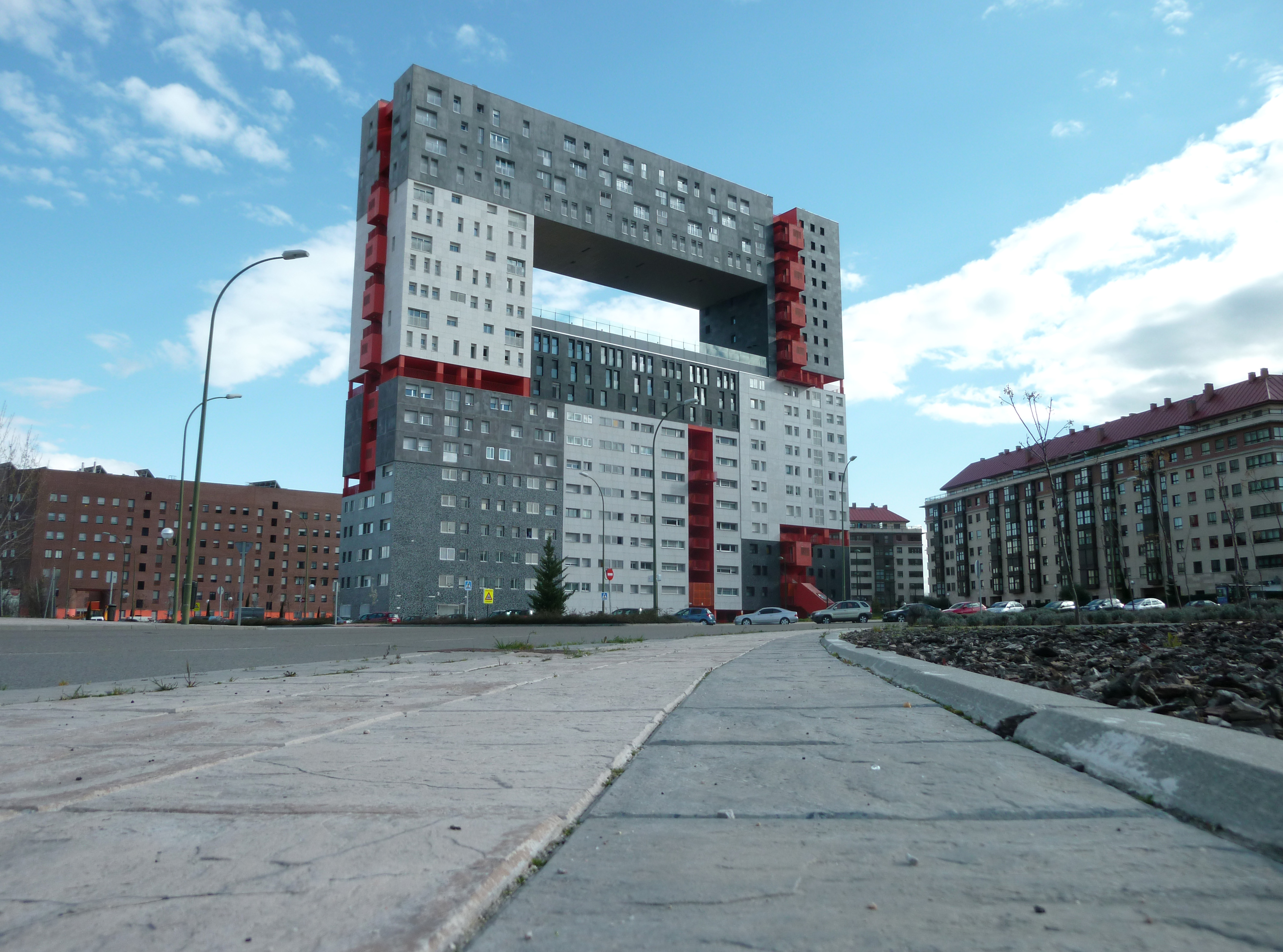
Edificio Mirador

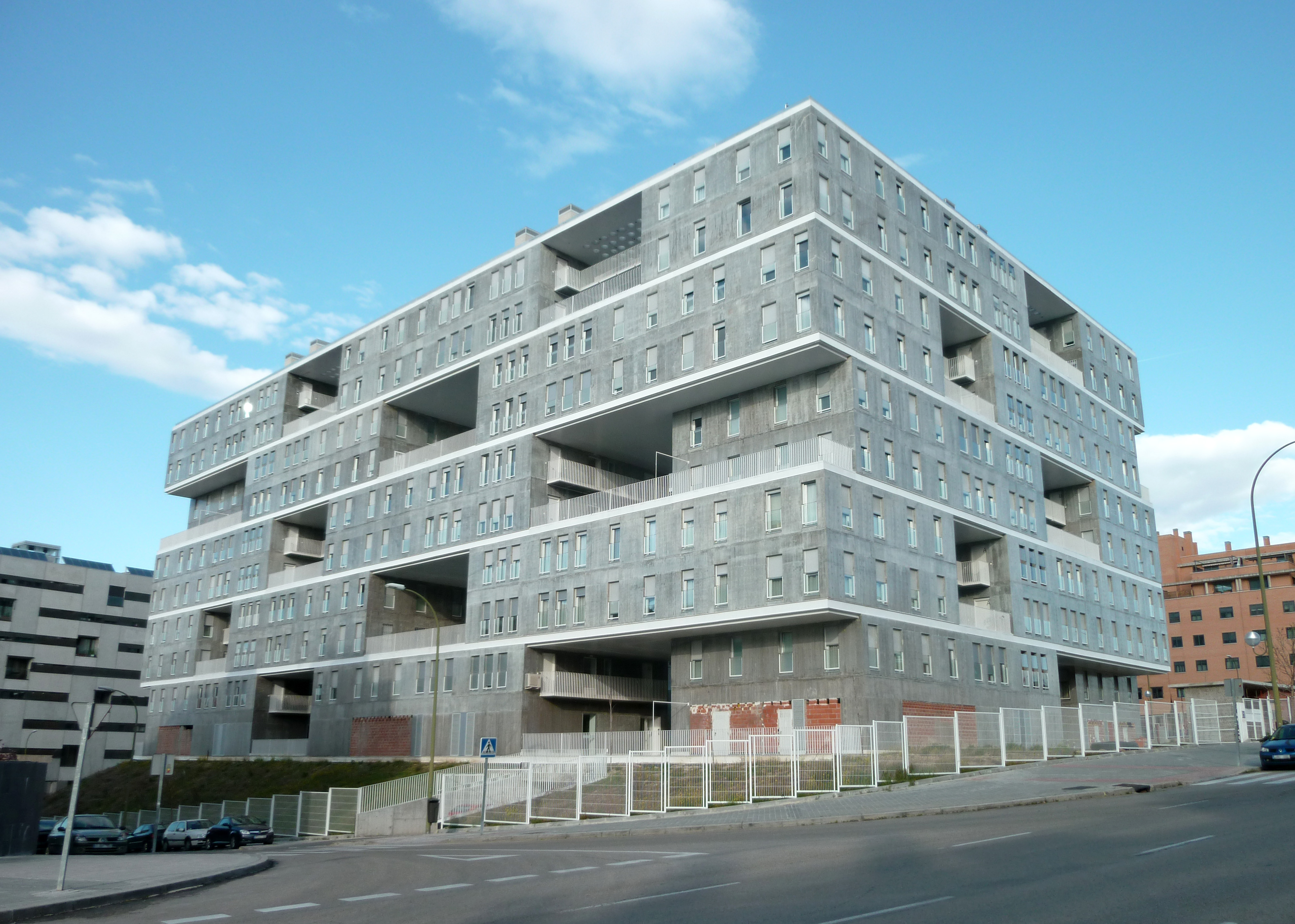
Edificio Celosía

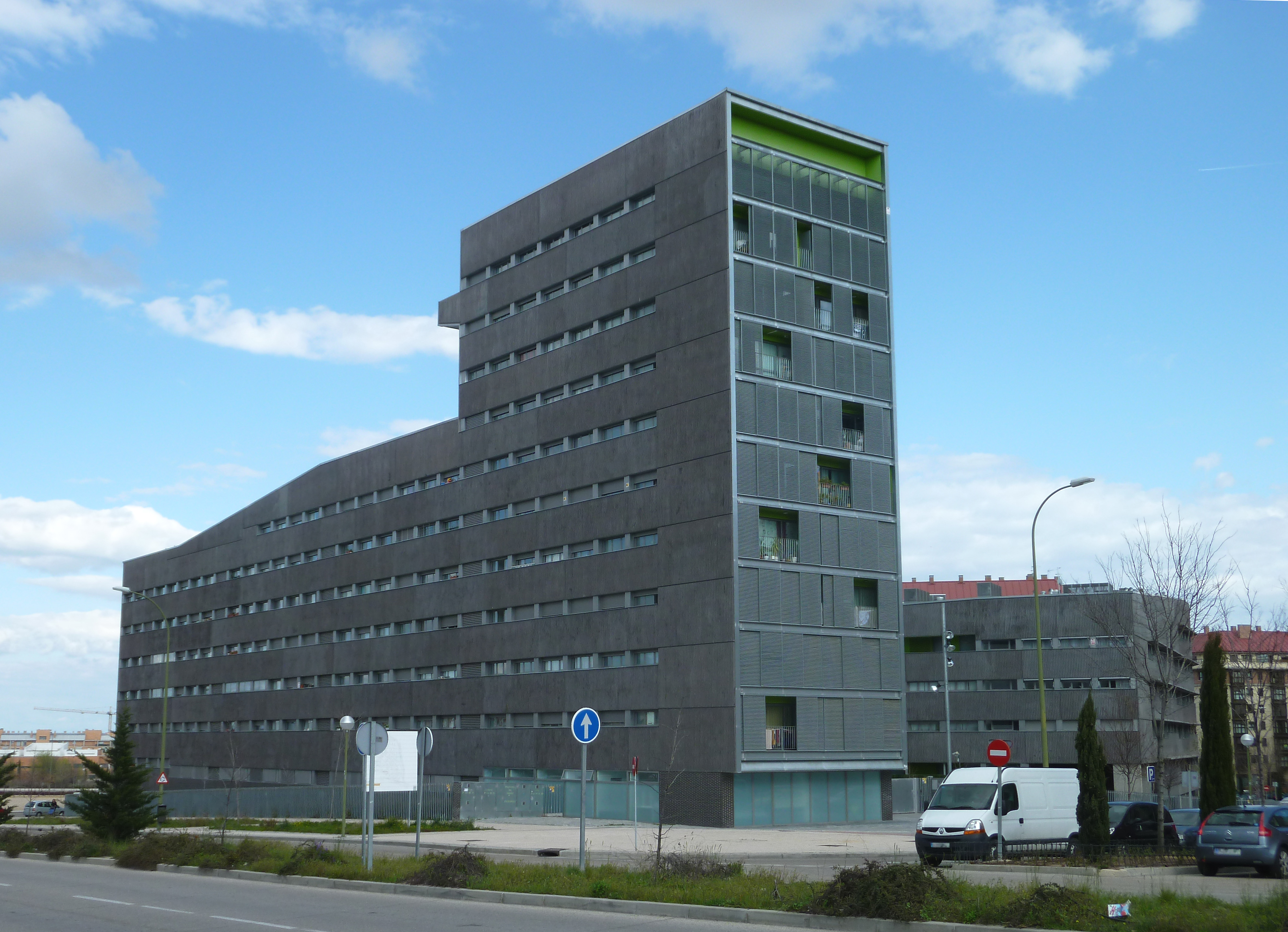
Edificio Sanchinarro XII

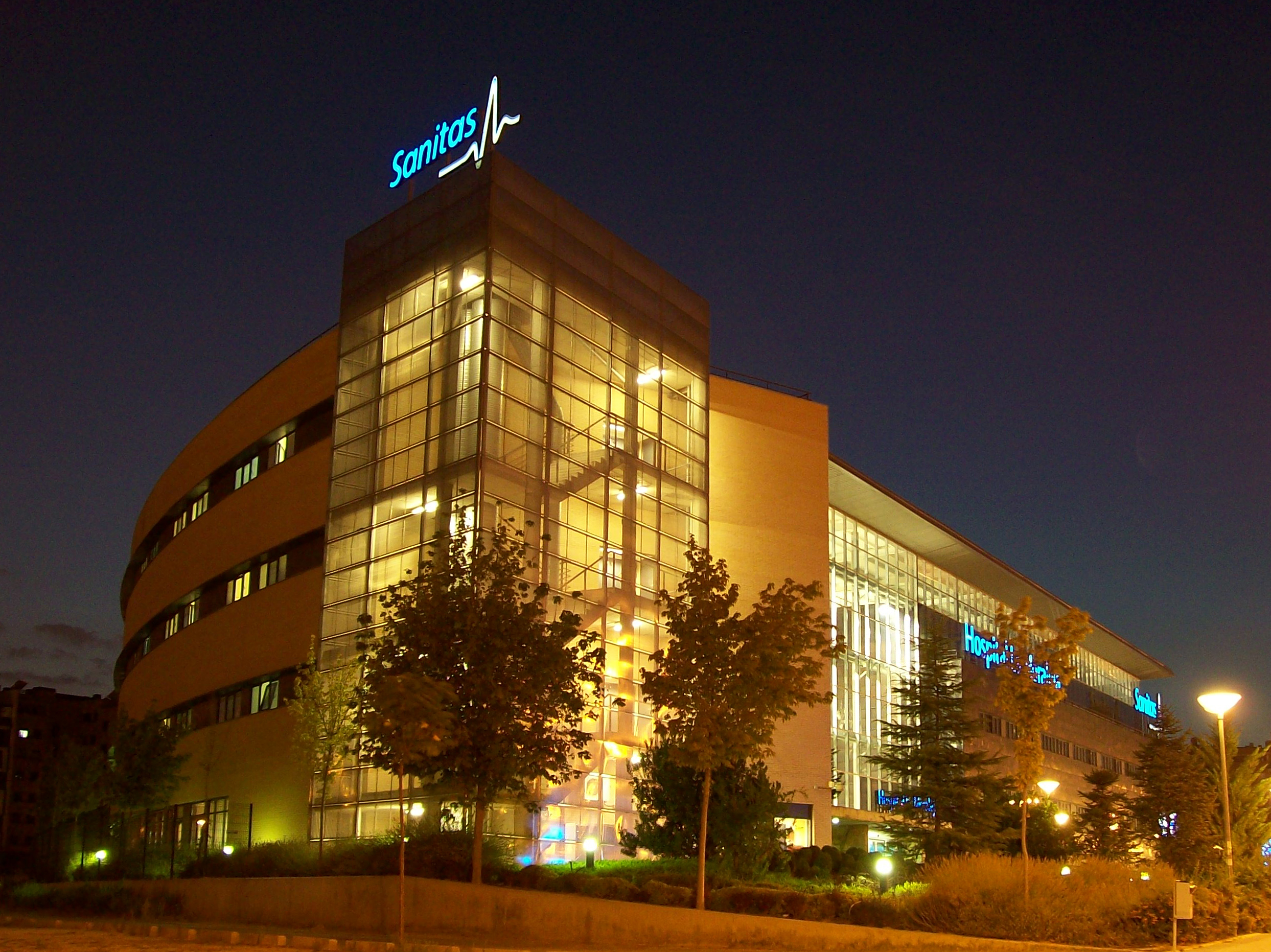
Hospital La Moraleja

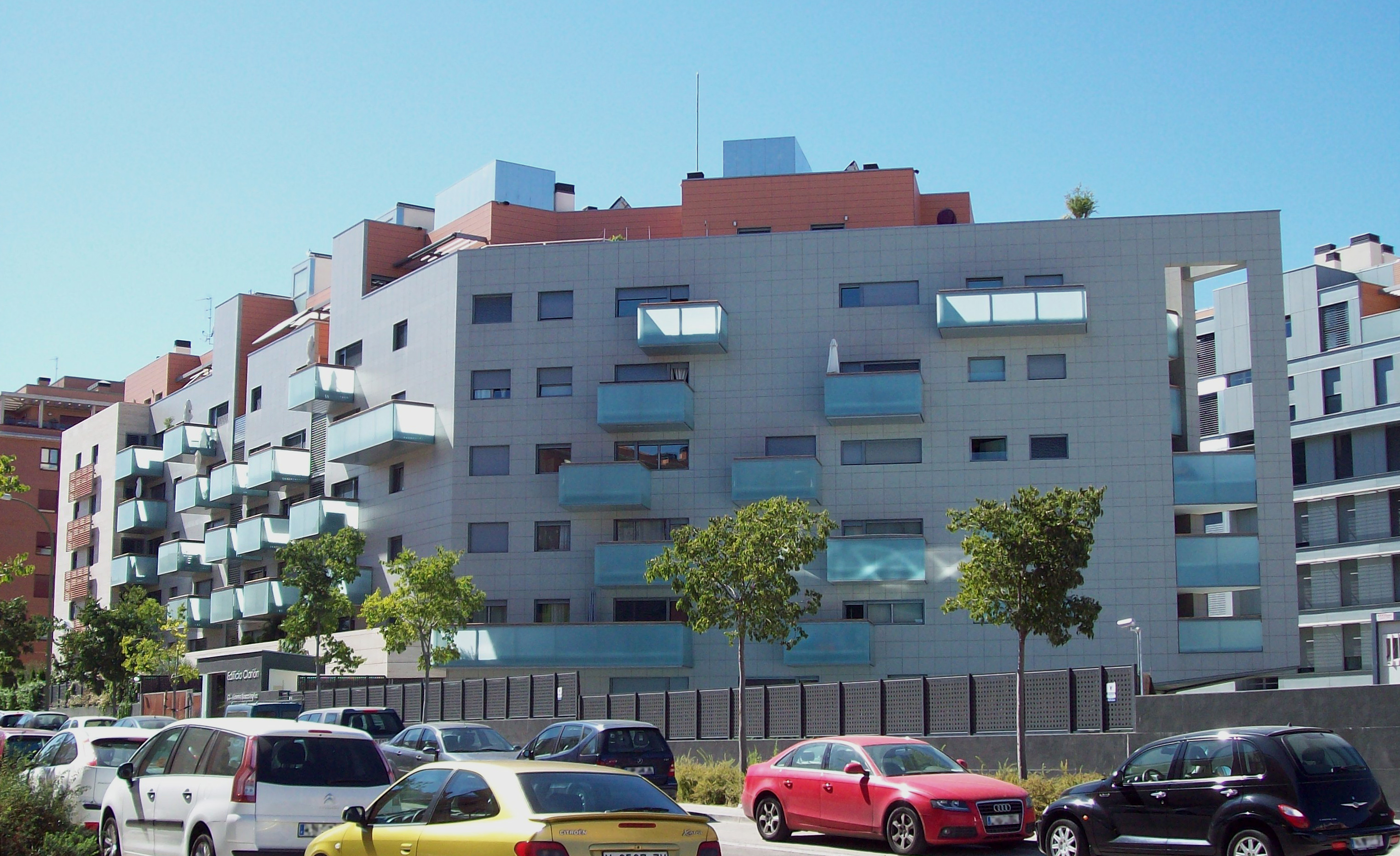
Edificio Clarión

Sanchinarro es un área residencial del barrio de Valdefuentes, en el distrito de Hortaleza de la ciudad de Madrid
(España). Surgió a raíz del Programa de Actuación Urbanística (PAU), derivado a su vez del Plan General de Ordenación Urbana de 1997. Se comenzó a construir a principios de los años 2000. Está situado al este de la autovía del Norte (A-1), al norte de la autovía M-11 y al sur y oeste de la autovía de circunvalación M-40. Tiene una superficie de algo más de 400 hectáreas.
Aunque hay personas que erróneamente lo asocian con algún santo inexistente y lo escriben por separado, su nombre proviene del pago sobre el que se ha construido y tiene un origen similar a otros toponímicos como pueden ser Sanchidrián o Muñopedro.
Sanchinarro linda al oeste con Las Tablas, al este con Valdebebas y al sur con Manoteras y con la Colonia Virgen del Cortijo. Al norte limita con la urbanización El Encinar de los Reyes, el cual a su vez colinda con La Moraleja la cual ya pertenece al municipio de Alcobendas.
Sanchinarro tiene un edificio singular, el edificio Mirador, de 21 plantas con forma de cuadrado con el interior vacío que enmarca las vistas a la sierra de Guadarrama. Fue diseñado por el estudio MVRDV y Blanca Lleó.
El barrio cuenta también con un centro comercial de El Corte Inglés y dos hospitales privados, el Hospital Sanitas - La Moraleja y el Hospital de Madrid Norte - Sanchinarro.

## Transportes

### Autobuses
Tras un breve periodo en el que funcionó un Servicio Especial de la Empresa Municipal de Transportes de Madrid para unir la plaza de Castilla con Sanchinarro, un total de 7 líneas regulares sirven al área en la actualidad:
- 170: la línea parte de Arroyo del Fresno y, atravesando los desarrollos de Montecarmelo y Las Tablas, alcanza la zona norte del barrio, para establecer su cabecera junto al depósito de la EMT de Madrid.
- 172: los puntos de entrada a Sanchinarro son la carretera de acceso a la estación de Hortaleza y el puente que comunica con Las Tablas, comunicando esta línea con Las Tablas, el Distrito Telefónica y el Pinar del Rey (Hortaleza).
- 173: la línea parte de la plaza de Castilla y entra desde la vía de servicio de la A-1, cubriendo la parte central y occidental de Sanchinarro (avenida de Pi y Margall, calle de Ana de Austria y avenida de Niceto Alcalá Zamora).
- 174: la línea parte de la plaza de Castilla y entra desde la colonia Virgen del Cortijo, cubriendo la parte oriental del área residencial (avenida de Pi y Margall, plaza del Alcalde Moreno Torres y avenida de Niceto Alcalá Zamora). En sentido plaza de Castilla comunica Sanchinarro con el barrio de Castilla del distrito de Chamartín.
- BR1: la línea, perteneciente a la red BusRapid, une Valdebebas con el Hospital Ramón y Cajal atravesando gran parte del barrio.
- N1: enlaza en horario nocturno con Virgen del Cortijo, Manoteras, Costillares (Ciudad Lineal), buena parte del distrito de Chamartín, parte del paseo de la Castellana, el paseo de Recoletos y la plaza de Cibeles.
- 155B: enlaza la plaza de Castilla con El Encinar de los Reyes, ya en término municipal de Alcobendas. En su recorrido por el barrio recorre las calles María de Portugal, Padres Dominicos y Manuel Pombo Angulo, siendo esta línea el único transporte público que pasa junto al colegio Asunción Cuestablanca. Esta línea es operada por el grupo Interbus.
- 158: une Alcobendas y San Sebastián de los Reyes con Pinar de Chamartín (finaliza en el cruce entre la avenida de San Luis y la avenida de Burgos). Es operada por Interbus.

### Metro
El Metro Ligero (línea ML1) llegó a Sanchinarro el 24 de mayo de 2007. En concreto, se ubican en esta área residencial las estaciones de María Tudor, Blasco Ibáñez, Álvarez de Villaamil y Antonio Saura.

## Equipamientos sociales
- Hospital Sanitas - La Moraleja
- Hospital de Madrid Norte - Sanchinarro
- Centro de salud Sanchinarro
- Colegio público Adolfo Suárez: colegio público de educación infantil, primaria y secundaria
- Colegio Valdefuentes
- Colegio El Valle II
- Colegio Asunción Cuestablanca
- Colegio CEU Sanchinarro
- Escuela pública infantil Rocío Dúrcal
- Colegio público Cortes de Cádiz
- IES Manuel Fraga
- Iglesia católica de Los Dominicos
- Iglesia católica de San Rafael Arnáiz
- Anillo Verde Ciclista
- Centro cultural Sanchinarro

## Edificios obra de Miguel Fisac
En las décadas de los 50 y 60, años antes de la propia creación del barrio, la obra del arquitecto Miguel Fisac quedó plasmada en distintos edificios en los alrededores del denominado cerro del Aire.
- Casa Fisac: Proyectada en 1956 por Miguel Fisac, cuenta con una única planta dispuesta junto a un patio, con un estanque. De carácter austero, el estilo del edificio tiene influencias de la arquitectura japonesa, haciéndose patentes principios de la estética taoísta, por ejemplo, en el patio.
- Iglesia de San Pedro Mártir o de los Dominicos: También obra de Miguel Fisac, proyectada en 1955 y construida entre 1959 y 1960. Es una de las obras más reconocidas y difundidas a nivel internacional del arquitecto, debido en parte a la espectacularidad del interior de su iglesia.
- Colegio Asunción Cuestablanca: Edificio de hormigón inaugurado el curso 1967-68 como continuidad del anterior centro en Velázquez de las Religiosas de la Asunción.

## Otros edificios de interés
- Edificio Mirador: Con su característica forma y con su agujero central se convierte en el edificio más famoso del barrio.
- Corte Inglés de Sanchinarro: Establecimiento dedicado a las compras, ya sea: moda, alimentación, textiles, papelería, etc. Este edificio de grandes dimensiones fue de las primeras construcciones del barrio. Cuenta con una cafetería en la planta superior con vistas a la sierra de Guadarrama.
- Edificio Ebrosa de Oficinas. Situado en la zona Norte de Sanchinarro, este edificio es propiedad de la Promotora Ebrosa. El proyecto es obra de Estudio Lamela. El edificio se sitúa en la zona más alta de Sanchinarro, frente al Puente del Encinar de los Reyes y encima de la M-40. Estéticamente destaca por su enorme cerramiento de vidrio, concebido como "megapiel" y sus sistema estructural de pilares en el perímetro, lo que permite que las plantas sean diáfanas.
 Por la noche la imagen del edificio es visible gracias a sus sistema de iluminación mediante leds de bajo consumo. Cuenta además con varias zonas ajardinadas. La mayor de ellas está situada delante de la fachada y ayuda a equilibrar la temperatura y la humedad.
- Edificio Celosia: Se trata de un edificio de viviendas sociales en una solución alternativa, diferente, a la manzana cerrada. Se plantea como un sistema edificatorio más que como un edificio singular. El conjunto en forma de celosía, intercala 30 volúmenes construidos y 30 vacíos. Dichos vacíos son espacios intermedios para la vida vecinal; Los volúmenes contienen viviendas de 1 a 3 dormitorios y los patios en altura pretenden funcionar como espacios comunes, jardines de uso común; además de esta actividad, estos vacíos tienen la función de ventilar y dar sombra, lo que compensa la dura situación climática.